# Asomatos (dystrykt Limassol)
Asomatos (gr. Ασώματος) – wieś w Republice Cypryjskiej, w dystrykcie Limassol, położona częściowo w obszarze brytyjskiego terytorium Akrotiri. W 2011 roku liczyła 726 mieszkańców.